# Юткевич, Лукаш
Лу́каш Ютке́вич (англ. Lukas Isaac Paul Jutkiewicz; 28 марта 1989, Саутгемптон) — английский футболист, выступавший по позиции центрального нападающего.

## Клубная карьера

### «Суиндон Таун»
Лукаш Юткевич начал заниматься футболом в академии родного Саутгемптона, но в возрасте 14 лет перебрался в стан молодёжной команды «Суиндон Таун».
11 апреля 2006 года, спустя несколько дней после своего 17-летия, Юткевич дебютировал в основном составе «красных» в гостевой игре против «Суонси Сити». Вскоре после своего дебюта Юткевич подписал первый профессиональный контракт с «Суиндоном» сроком на 3 года. В сезоне 2006/07 Лукаш стал регулярно появляться в основе «Суиндона». 9 декабря 2006 года в победном матче с «Уолсоллом» (2:0) он забил свой первый гол в карьере, а через неделю записал на свой счет второй гол, поразив ворота «Бристоль Роверс» (2:1).

### «Эвертон»
Уверенная игра юного форварда не осталась без внимания клубов Премьер-Лиги и 1 июля 2007 года за £1 млн. Юткевич был куплен «Эвертоном».
Поиграв полгода в резервной команде «ирисок», в январе 2008 года Юткевич на три месяца был отправлен в аренду в «Плимут Аргайл», но сыграл там лишь в 5 матчах. 28 декабря 2008 года Лукаш сыграл свой первый и единственный матч в составе «Эвертона», выйдя на замену на 86-й минуте вместо Тима Кэхилла в победной игре с «Сандерлендом» в рамках Премьер-Лиги. Через полтора месяца нападающий был отдан в аренду в «Хаддерсфилд Таун», но в 7 играх за «терьеров» отметиться голами не сумел.
26 августа 2009 года Юткевич отправился в полугодичную аренду в «Мазервелл». 3 октября 2009 года Лукаш открыл счёт своим голам в Шотландской Премьер-лиге, поразив ворота «Фалкирка» и принеся своей команде победу (1:0). К Новому году Юткевич забил ещё 7 мячей и вскоре «Мазервелл» продлил его аренду до конца сезона. 5 мая 2010 года нападающий принял участие в феерической игре с «Хибернианом», забив мяч в компенсированное время и таким образом сделав счет ничейным — 6:6. После игры наставник «Мазервелла» Крейг Браун сравнил гол Юткевича со знаменитым ударом Марко ван Бастена на Чемпионате Европы 1988 года.

### «Ковентри Сити»
Несмотря на успешную игру Юткевича в «Мазервелле», руководство «Эвертона» приняло решение расстаться с ним. 26 июля 2010 года форвард перешёл в стан клуба Чемпионшипа «Ковентри Сити».
7 августа 2010 года Юткевич дебютировал за «Ковентри» в игре против «Портсмута», а уже в следующем матче с «Уотфордом» открыл счет своим голам за «небесно-голубых», реализовав на 90-й минуте пенальти и принеся своему клубу ничью (1:1). Через неделю Лукаш отличился в игре с «Дерби Каунти» (2:1), и снова с пенальти. С игры Юткевич забил только 6 ноября, во встрече с «Лидсом» (2:3). Всего по итогам сезона на счету Юткевича оказалось 9 мячей.
Сезон 2011/12 для «Ковентри» начался неудачно — команда вылетела из Кубка Лиги, осела на дне таблицы, однако Юткевич стабильно пополнял свой голевой счёт. Забитый 27 августа мяч в ворота «Мидлсбро» (1:1) стал для него отправной точкой на «Риверсайд». Незадолго до закрытия летнего трансферного окна менеджер «Боро» Тони Моубрей предложил за форварда £1 млн, но получил отказ и отложил вопрос приобретения футболиста до зимы. Сам же форвард продолжал забивать, записав к Новому году в свой актив 9 мячей.

### «Мидлсбро»
14 января 2012 года после долгих переговоров руководителей «Ковентри» и «Боро» Лукаш Юткевич отправился в Мидлсбро для подписания контракта. Несмотря на то, что нападающий и клуб сумели уладить все детали сделки, «речники» пропустили крайний срок регистрации футболиста перед матчем и были вынуждены прибегнуть к экстренной аренде форварда, на что руководство Футбольной Лиги ответило положительно. В этот же день Лукаш дебютировал за «Мидлсбро» в домашнем матче против «Бёрнли», выйдя на замену на 57-й минуте при счете 0:2, и имел шанс отличиться, но попал в перекладину.
16 января Лукаш стал игроком «Мидлсбро» на постоянной основе, подписав контракт с клубом на 4,5 года, сумма сделки составила около £1,3 млн.
Дебютный мяч за «речников» Юткевич забил 8 февраля в ворота «Сандерленда» в переигровке 1/16 Кубка Англии на «Риверсайде».
14 февраля Юткевич забил первый гол за «Мидлсбро» в Чемпионшипе — его удар на 46-й минуте матча против «Ноттингем Форест» принес команде победу (2:1). Второй мяч в Лиге в футболке «Боро» Лукаш забил 27 марта, отличившись в игре против «Ипсвич Таун» (1:1).
Начало сезона 2012/13 Юткевич был вынужден пропустить из-за операции по очистке коленного сустава. Футболист вернулся на поле 15 сентября, выйдя на замену во встрече с «Ипсвичем». Уже через неделю, 21 сентября, Лукаш записал на свой счёт дубль в гостевом матче против «Блэкберн Роверс», принеся команде победу (2:1). 3 октября нападающий вновь отметился дублем, поразив ворота «Дерби Каунти», однако на этот раз «речники» сыграли вничью (2:2). 26 января 2013 года в матче Кубка Англии против «Олдершот Таун» Юткевич оформил третий дубль в сезоне, забив победный мяч на 95-й минуте (2:1).

## Личная жизнь
Несмотря на то, что Лукаш родился в Англии и имеет английское гражданство, его мать — ирландка, а отец — поляк. Таким образом, он может представлять сборные 3 стран — Англии, Ирландии и Польши. Сам футболист пока не решил, за какую сборную он хочет выступать.